# Brevipalpus borealis
Brevipalpus borealis är en spindeldjursart som först beskrevs av P. Mitrofanov och Bitchevskis 1975.  Brevipalpus borealis ingår i släktet Brevipalpus och familjen Tenuipalpidae. Inga underarter finns listade.